# Баринова Марія Миколаївна
Марія Миколаївна Ба́ринова (нар. 15 травня 1925, Андріївка — пом. 9 квітня 1984, Київ) — українська радянська скульпторка; член Спілки художників України з 1956 року. Мати скульпторки Ольги Лисенко.

## Біографія
Народилася 15 травня 1925 року в селі Андріївці (тепер Житомирська область, Україна). У 1946—1952 роках навчалась у Київському художньому інституті (викладачі Михайло Лисенко, Макс Гельман). Дипломна робота — «Телятниця» (керівник Макс Гельман).
Жила в Києві, в будинку на вулиці Івана Кудрі № 42, квартира 16. Померла в Києві 9 квітня 1984 року.

## Творчість
Працювала в галузі станкової та декоративної скульптури. Серед робіт скульптури:
- «Вирощування молодняка» («Юний шеф», 1951, гіпс; Національний музей у Львові);
- «Телятниця» (1952);
- «Будівельник» (1954, гіпс);
- «Діти» (1955);
- «Сестрички» (1955, теракота);
- «Накупався» (1957, гіпс тонований);
- «Програв» («Хлопчик з м'ячем», 1958, гіпс; Горлівський художній музей);
- «Вперше на будівництві» (1960);
- «На панщині пшеницю жала» (1961);
- «Лілея» (1961, теракота);
- «Піонер з горном» (1963, гіпс);
- «Купальниці» (1964);
- «Партизан» (1967, гіпс);
- «Наймичка з дитиною» (1968).

Виконала низку бетонних скульптур для фонтанів:
- «Діти» (1955);
- «Хоровод» (1958);
- «Борці» (1960);
- «Накупались» (1963).

Брала участь у республіканських виставках з 1951 року, всесоюзних з 1955 року, зарубіжних з 1959 року.